# اتفاقية كيب تاون
اتفاقية كيب تاون بشأن الضمانات الدولية على المعدات المنقولة أو هي معاهدة دولية تهدف إلى توحيد المعاملات التي تنطوي على الممتلكات المنقولة. المعاهدة تخلق المعايير الدولية لتسجيل عقود البيع (بما في ذلك وكالات تسجيل مخصصة) والمصالح الأمنية (الامتيازات) وعقود الإيجار وعقود البيع المشروط ومختلف وسائل الانتصاف القانونية الافتراضية في اتفاقات التمويل بما في ذلك التملك وتأثير إفلاس دول معينة.
ثلاثة بروتوكولات للاتفاقية هي محددة لثلاثة أنواع من المعدات المنقولة: معدات طائرات (الطائرات ومحركات الطائرات الموقعة في عام 2001) ومعدات السكك الحديدية (وقعت في عام 2007) والأصول الفضائية (وقعت في عام 2012).
نتجت المعاهدة من مؤتمر دبلوماسي عقد في كيب تاون بجنوب أفريقيا في عام 2001. حضر المؤتمر 68 دولة و14 منظمة دولية. وقعت 53 دولة على قرار يقترح المعاهدة. دخلت هذه المعاهدة حيز النفاذ في 1 أبريل 2004 وصدقت عليها 57 طرف. تولى بروتوكول الطائرات (والذي ينطبق تحديدا على الطائرات ومحركات الطائرات) تأثير في 1 مارس 2006 عندما تم التصديق عليها من قبل 8 دول هي: إثيوبيا وايرلندا وماليزيا ونيجيريا وعمان وبنما وباكستان والولايات المتحدة.

## التوقيعات والتصديقات
اعتبارا من شهر نوفمبر عام 2014 تم التصديق على الاتفاقية من قبل 62 دولة فضلا عن الاتحاد الأوروبي. صدقت على السكك الحديدية وبروتوكول الفضاء بلد واحد فقط وهو لوكسمبورغ وبالتالي لم تدخل حيز التنفيذ. تظهر لمحة عامة عن وضع المعاهدة والبروتوكولات التالية:
| أداة                         | التصديق        | الموقع    | حيز التنفيذ | المصدقون | التصديقات (اللازم لبدء النفاذ) |
| ---------------------------- | -------------- | --------- | ----------- | -------- | ------------------------------ |
| الاتفاقية                    | 16 نوفمبر 2001 | كيب تاون  | 1 مارس 2006 | 28       | 64 (3)                         |
| بروتوكول الطائرات            | 16 نوفمبر 2001 | كيب تاون  | 1 مارس 2006 | 23       | 58 (8)                         |
| بروتوكول خطوط السكك الحديدية | 23 فبراير 2007 | لوكسمبورغ | -           | 6        | 2 (4)                          |
| بروتوكول الموجودات الفضائية  | 9 مارس 2012    | برلين     | -           | 4        | 0 (10)                         |

في الولايات المتحدة تمت الموافقة على المعاهدة من قبل مجلس الشيوخ الأمريكي في عام 2003 وتنفيذها من قبل الكونغرس كاملة في عام 2004.

### الاتحاد الأوروبي
انضم الاتحاد الأوروبي إلى اتفاقية بروتوكول الطائرات بوصفها منظمة تكامل اقتصادي إقليمي. فيما يتعلق بموضوع الاتفاقية فإن كل من الدول الأعضاء في الاتحاد الأوروبي والاتحاد نفسه لديهم الكفاءة: على سبيل المثال في حين ينظم القانون الموضوعي بشأن الإعسار من قبل الدول فإنه ينظم صراع قواعد القانون من قبل الاتحاد الأوروبي. قبل الاتحاد الأوروبي بروتوكول السكك الحديدية في ديسمبر 2014.

## بروتوكولات

### بروتوكول الطائرات
تم توقيع البروتوكول الملحق باتفاقية الضمانات الدولية على المعدات المنقولة بشأن المسائل الخاصة بمعدات الطائرات رسميا على الفور مع المعاهدة والبروتوكول الوحيد الذي دخل حاليا حيز التنفيذ هو بروتوكول الطائرات. ينطبق على الطائرات التي يمكن أن تحمل ثمانية اشخاص على الاقل أو 2750 كيلوجرام من البضائع ومحركات الطائرات التي تتجاوز 410 كيلوواط وطائرات الهليكوبتر التي تحمل 5 أو أكثر من الركاب. أنشأ السجل الدولي للأصول لتسجيل الملكية الدولية في معدات الطائرات بالمعاهدة يقع في أيرلندا. حالات الوساطة لتسوية منازعات التأجير هي المحكمة العليا في ايرلندا. اعتبارا من ديسمبر عام 2014 فإنه تم تصديق البروتوكول من قبل 58 دولة.
| الدولة                   | تاريخ التصديق/ الانضمام | التعليقات                                                                                           |
| ------------------------ | ----------------------- | --------------------------------------------------------------------------------------------------- |
| أفغانستان                | 25 يوليو 2006           | |
| ألبانيا                  | 30 أكتوبر 2007          | |
| أنغولا                   | 30 أبريل 2006           | |
| البحرين                  | 27 نوفمبر 2012          | |
| بنغلاديش                 | 15 ديسمبر 2008          | |
| بيلاروسيا                | 27 سبتمبر 2011          | |
| بوتان                    | 4 يوليو 2014            | |
| البرازيل                 | 30 نوفمبر 2011          | |
| الكاميرون                | 14 أبريل 2011           | |
| كندا                     | 21 ديسمبر 2012          | |
| الرأس الأخضر             | 26 سبتمبر 2007          | |
| الصين                    | 3 فبراير 2009           | ما عدا · هونغ كونغ · ماكاو                                                                          |
| كولومبيا                 | 19 فبراير 2007          | |
| جمهورية الكونغو          | 13 مارس 2013            | |
| كوبا                     | 28 يناير 2009           | |
| مصر                      | 10 ديسمبر 2014          | |
| إثيوبيا                  | 21 نوفمبر 2003          | |
| الاتحاد الأوروبي         | 28 أبريل 2009           | فقط بقدر ما لديها الكفاءة على موضوعات الاتفاقية / البروتوكول. لا ينطبق على الدنمارك                 |
| فيجي                     | 30 مايو 2012            | |
| الهند                    | 31 مارس 2008            | |
| إندونيسيا                | 16 مارس 2007            | |
| جمهورية أيرلندا          | 23 أغسطس 2005           | |
| الأردن                   | 31 أغسطس 2010           | |
| كازاخستان                | 1 يونيو 2011            | |
| كينيا                    | 13 أكتوبر 2006          | |
| الكويت                   | 31 أكتوبر 2013          | |
| لاتفيا                   | 8 فبراير 2011           | |
| لوكسمبورغ                | 27 يونيو 2008           | |
| مدغشقر                   | 15 ديسمبر 2008          | |
| مالاوي                   | 10 أبريل 2013           | |
| ماليزيا                  | 16 يناير 2014           | |
| مالطا                    | 1 أكتوبر 2010           | |
| المكسيك                  | 31 يوليو 2007           | |
| منغوليا                  | 19 أكتوبر 2006          | |
| موزمبيق                  | 18 يوليو 2013           | |
| ميانمار                  | 3 ديسمبر 2012           | |
| مملكة هولندا             | 17 مايو 2007            | ليست هولندا المنضمة للاتحاد الأوروبي · فقط أروبا · كوراساو · سينت مارتن · الجزر الكاريبية الهولندية |
| نيوزيلندا                | 20 يوليو 2010           | |
| نيجيريا                  | 16 ديسمبر 2003          | |
| النرويج                  | 20 ديسمبر 2010          | |
| سلطنة عمان               | 21 مارس 2005            | |
| باكستان                  | 22 يناير 2004           | |
| بنما                     | 28 يوليو 2003           | |
| روسيا                    | 25 مايو 2011            | |
| رواندا                   | 28 يناير 2010           | |
| سان مارينو               | 9 سبتمبر 2014           | |
| السعودية                 | 27 يونيو 2008           | |
| السنغال                  | 9 يناير 2006            | |
| سنغافورة                 | 28 يناير 2009           | |
| جنوب أفريقيا             | 18 يناير 2007           | |
| طاجيكستان                | 31 مايو 2011            | |
| توغو                     | 1 ديسمبر 2011           | |
| تركيا                    | 23 أغسطس 2011           | |
| أوكرانيا                 | 31 يوليو 2012           | |
| الإمارات العربية المتحدة | 29 أبريل 2008           | |
| الولايات المتحدة         | 28 أكتوبر 2004          | |
| تنزانيا                  | 30 يناير 2009           | |
| فيتنام                   | 17 سبتمبر 2014          | |

### خطوط السكك الحديدية
اعتمد بروتوكول خطوط السكك الحديدية أو بروتوكول لوكسمبورغ للسكك الحديدية رسميا على بروتوكول اتفاقية الضمانات الدولية على المعدات المنقولة على المسائل الخاصة لخطوط السكك الحديدية في 23 فبراير 2007 وينطبق على السكك الحديدية الدارجة (الذي يعرف على نطاق واسع باسم «المركبات المنقولة على مسار السكك الحديدية الثابتة أو مباشرة على أو أعلى أو أقل من الارشادية». ينص البروتوكول على التسجيل الموجود في لوكسمبورج ويتطلب 4 دول للدخول حيز النفاذ. في الوقت الحالي تم توقيع البروتوكول من جانب الغابون وألمانيا وإيطاليا ولوكسمبورغ وسويسرا فضلا عن الاتحاد الأوروبي في حين تم التصديق عليها من قبل الاتحاد الأوروبي ودولة واحدة وهي لوكسمبورغ.

### الأصول الفضائية
اختتم بروتوكول الموجودات الفضائية أو بروتوكول برلين الفضائي ورسميا اتفاقية الضمانات الدولية على المعدات المنقولة بشأن المسائل التي تخص الموجودات الفضائية في 9 مارس 2012 ويتطلب 10 تصديقات لبدء النفاذ (في البروتوكول الأصلي كان هذا العدد 4). ينطبق البروتوكول على الكائنات التي تعمل في الفضاء مثل الأقمار الصناعية أو أجزاء الأقمار الصناعية. لقيت الاتفاقية معارضة شديدة من قبل صناعة الأقمار الصناعية مدعيا أن ذلك سيؤدي إلى زيادة البيروقراطية و«جعل تمويل مشاريع الأقمار الصناعية الجديدة أكثر صعوبة وكلفة».